# Hester Chapone

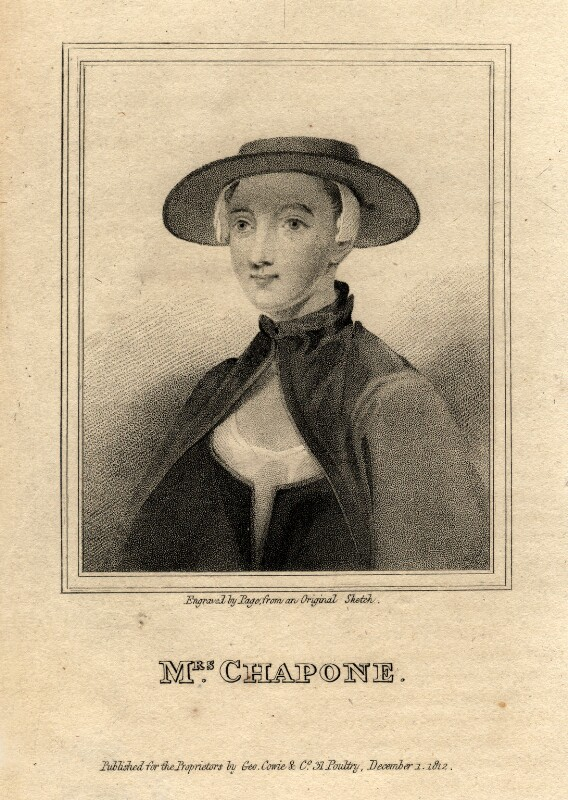
Hester Chapone (Holzschnitt von R. Page, 1812)

Hester Chapone (* 27. Oktober 1727 als Hester Mulso in Twywell, Northamptonshire; † 25. Dezember 1801 in Hadley, Middlesex) war eine britische Schriftstellerin und Mitglied der Blaustrumpf-Gesellschaft. Neben ihrem Hauptwerk, den 1773 erschienenen Letters on the Improvement of the Mind, verfasste Chapone mehrere Sonette und kurze Erzählungen sowie einen Feuilletonroman.

## Leben

### Kindheit und Jugend
Hester Mulso war die einzige Tochter ihrer Eltern, die das Kindesalter überlebte. Ihr Vater war der Gutsbesitzer Thomas Mulso (1695–1763), ihre Mutter war Hester Thomas, die Schwester von John Thomas, dem späteren Bischof von Winchester. Zusammen mit ihren älteren Brüdern Thomas (1720–1799), John (1721–1791) und Edward († 1782) wuchs Mulso auf dem väterlichen Landgut in Twywell (Northamptonshire) auf. Schon früh wurde sie für ihre intellektuellen Fähigkeiten gelobt, was ihr angeblich die Eifersucht der Mutter eintrug. Der Konflikt verschärfte sich, als Hester Mulso mit neun Jahren ihren ersten Roman, The Loves of Amoret and Melissa (1736), schrieb. Während der Text bei Mulsos Mutter auf Ablehnung stieß, bemühte sich Thomas Mulso um die intellektuelle Förderung seiner Tochter. Dazu gehörten neben Sprachunterricht in Latein, Französisch und Italienisch auch Musikstunden, in denen Hester Mulso durch ihre schöne Gesangsstimme auffiel. Außerdem soll sich Mulso einen großen Teil ihres späteren Wissens in Buchhaltung, Geschichte und Geographie autodidaktisch angeeignet haben.

### Schriftstellerische Karriere
Mit achtzehn Jahren begann Hester Mulso, regelmäßig zu schreiben und einen regen Briefwechsel mit anderen Schriftstellerinnen zu führen. Zu ihren Korrespondentinnen gehörten unter anderem Elizabeth Carter und Mary Delany sowie die Schwestern Amy und Elizabeth Burrows. Durch den Maler Joseph Highmore und dessen Frau Susanna Highmore, ebenfalls eine Autorin, lernte sie Samuel Richardson kennen und besuchte dessen Vorleseabende. In dieser Zeit entstanden mehrere Gedichte sowie einige literaturkritische Schriften.

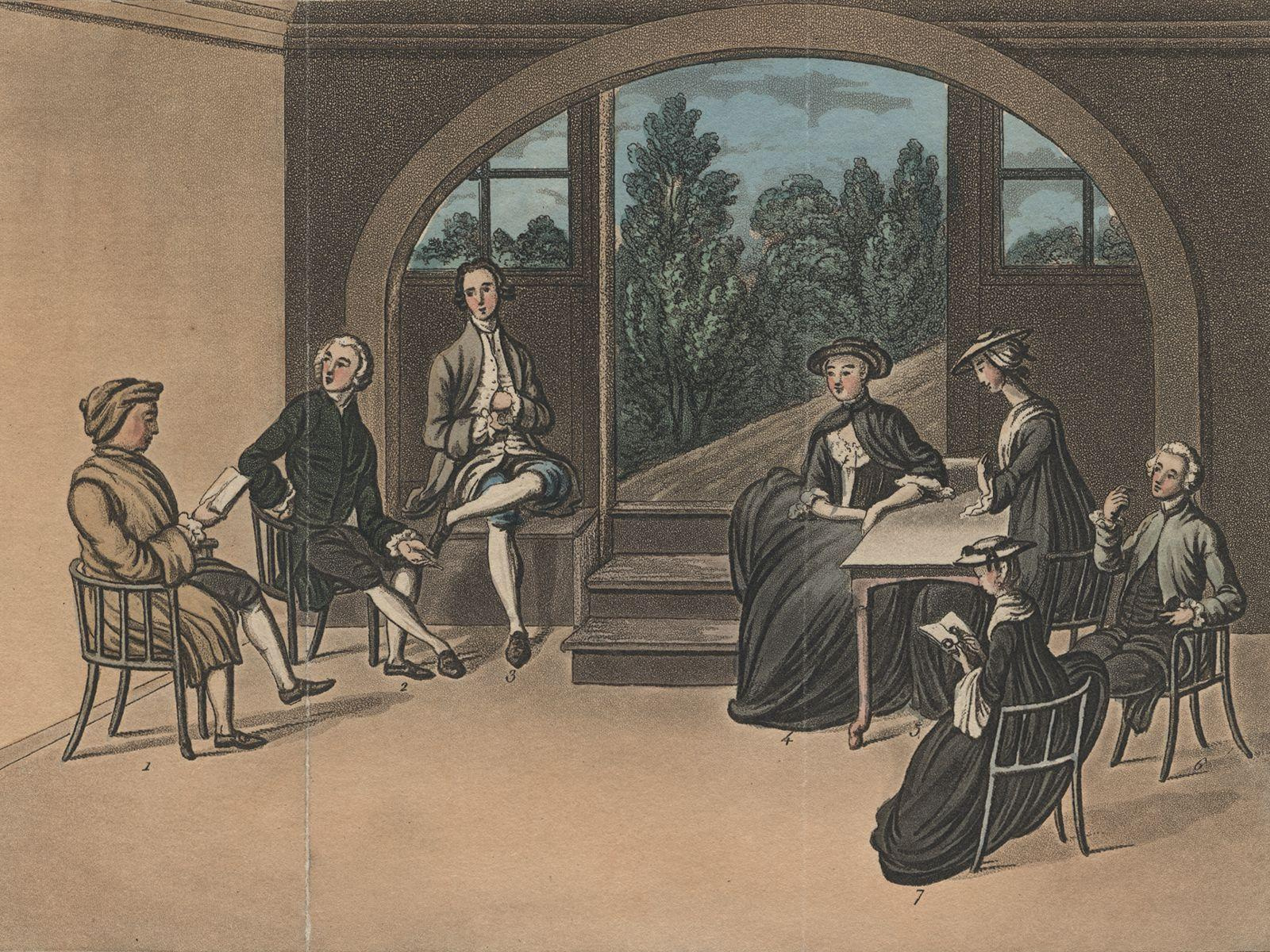
Hester Chapone (Mitte rechts) hört Samuel Richardson zu, der aus The History of Sir Charles Grandison vorliest (Zeichnung von Susanna Highmore, 1804)

Im Alter von dreiundzwanzig Jahren publizierte Mulso erstmals vier kurze Beiträge in der Zeitschrift The Rambler, die von Samuel Johnson herausgegeben wurde. Wenig später begann Mulso, in einem intensiven Briefwechsel mit Samuel Richardson die Frage zu diskutieren, ob eine Frau das Recht habe, eine arrangierte Heirat abzulehnen. Während sich Mulso für die Liebesehe ausspricht, vertritt Richardson die Auffassung, dass die Frau bei der Wahl ihres Ehepartners kein Mitspracherecht besäße. Diese Kontroverse führte letztlich zum Bruch zwischen Mulso und Richardson.
Im Jahr 1753 erschien Mulsos Fortsetzungsroman Fidelia in der Zeitschrift The Adventurer. Darin wird die Protagonistin durch eine patriarchalisch-deistische Erziehung in den moralischen Ruin getrieben, aus dem sie sich erst durch Religionsunterricht und Beispiele von gelebtem Christentum befreien kann.
Um das Jahr 1754 begegnete Hester Mulso dem Jurastudenten John Chapone (1728–1761), dessen Mutter Sarah Chapone für ihren Essay The Hardships of the English Laws in Relation to Wives (1735) bekannt geworden war. Das Paar verlobte sich vermutlich noch im selben Jahr, musste die Hochzeit aber aus finanziellen Gründen um sechs Jahre aufschieben. Sowohl die sechsjährige Verlobungszeit als auch die neun Monate dauernde Ehe sind durch die Briefe Hester Chapones an ihre Freundinnen ausführlich dokumentiert. In ihrer eigenen glücklichen Ehe, die im September 1761 durch den plötzlichen Tod von John Chapone endete, sah die Schriftstellerin ihre positive Einstellung zur Ehe als soziale Institution bestätigt. Nach dem Tod ihres Mannes geriet Chapone erneut in finanzielle Schwierigkeiten und versteigerte den Inhalt ihres Hauses, bevor sie in ein möbliertes Zimmer zog.

### Im Kreis der Blaustrumpf-Gesellschaft

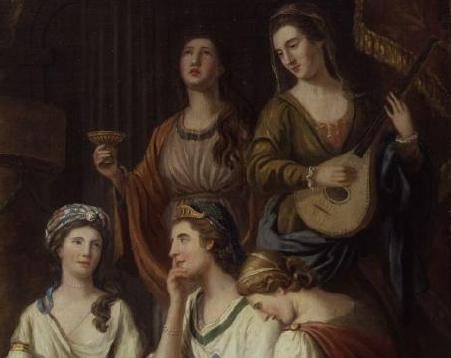
Ausschnitt aus dem Gemälde „The Nine Living Muses of Great Britain“ mit Catharine Macaulay, Elizabeth Montagu, Elizabeth Griffith, Hannah More und Charlotte Lennox

Um 1770 begann Chapone, die Treffen der Blaustrumpf-Gesellschaft (engl. Bluestocking Society) zu besuchen, wo sie unter anderem Elizabeth Montagu kennenlernte. Von dieser erhielt Chapone, die seit dem Tod ihres Mannes in finanziellen Schwierigkeiten steckte, ein jährliches Taschengeld. Zusätzlich erhielt Hester Chapone, meist durch Elizabeth Montagus Vermittlung, mehrere Stellenangebote als Gesellschafterin oder Gouvernante, die sie jedoch alle ablehnte. Schließlich entschloss sich Chapone, ebenfalls auf Montagus Initiative, zur Publikation ihrer Texte. Im Jahr 1773 erschienen die Letters on the Improvement of the Mind, zwei Jahre später Miscellanies in Prose and Verse (1775) und schließlich A Letter to a New-Married-Lady (1777).
Mit dem Jahr 1777 endete Chapones Publikationstätigkeit. Dies wird meist darauf zurückgeführt, dass sie finanziell nicht mehr auf das Publizieren angewiesen war. Chapone verfasste jedoch weiterhin Gedichte, besuchte die Treffen der Blaustrumpf-Gesellschaft und begann, jüngere Schriftstellerinnen wie Hannah More, Elizabeth Bentley und Fanny Burney zu fördern. Mit zunehmendem Alter litt Chapone unter gesundheitlichen Beschwerden, die ihr letztlich auch das Schreiben verunmöglichten. Am 25. Dezember 1801 starb die Autorin im Alter von 74 Jahren in Hadley (Middlesex).

## Werke und Rezeption
Hester Chapone verfasste bereits vor ihrer Heirat zahlreiche literarische Werke, die sie jedoch hauptsächlich im Freundeskreis zirkulieren ließ, ohne sie zu veröffentlichen. Dennoch war sie mit 27 Jahren bereits so bekannt, dass ihr der Schriftsteller John Duncombe einen Abschnitt in The Feminead (1754) widmete. Im Jahr darauf verwendete Samuel Johnson in seinem Dictionary of the English Language (1755) eine Strophe aus Chapones Gedicht To Stella, um das Wort „quatrain“ (deutsch: Vierzeiler) zu erklären.
Unter ihren weiblichen Bekannten stieß Chapone allerdings oft auf Ablehnung, da sie als hässlich galt und mit den Umgangsformen des britischen Adels nicht ausreichend vertraut war. Kritisiert wurde unter anderem ihre „afrikanische Physiognomie“ (Chapone hatte jedoch keine afrikanischen Vorfahren), die es für Engländerinnen unangenehm machte, sich öffentlich mit ihr sehen zu lassen. Dennoch galt Chapone über Jahrzehnte hinweg als moralische Instanz, wie es Richard Polwhele in seinem Gedicht The Unsex’d Females (1798) darstellt:

„The moral precepts of the Grecian Muse;

And listening girls perceive a charm unknown

In grave advice, as utter’d by CHAPONE“

### Letters on Filial Obedience(1750–51)
Die Letters on Filial Obedience and Matrimonial Creed bestehen aus einem Briefwechsel zwischen Hester Chapone (damals Mulso) und dem Schriftsteller Samuel Richardson, der in den Jahren 1750–51 entstand, jedoch erst posthum veröffentlicht wurde. Darin argumentiert Richardson, dass die elterliche Wahl des Ehepartners mit kindlichem Gehorsam akzeptiert werden müsse, was Chapone entschieden ablehnt. Sie setzt sich in ihren Briefen für partnerschaftliche Beziehungen auf Augenhöhe ein, da sie für eine glückliche Ehe nicht nur die sexuelle, sondern auch emotionale und intellektuelle Befriedigung beider Partner voraussetzt. Sowohl Richardson als auch Mulso ließen die Briefe in ihrem jeweiligen Freundeskreis zirkulieren, sodass sich eine intellektuelle Debatte entwickelte, an der sich zahlreiche Personen der britischen Literatur- und Kunstszene beteiligten.
Der Konflikt verschärfte sich, als im Jahr 1753 der Clandestine Marriages Act in Kraft trat, der geheime Hochzeiten untersagte. Zu den Befürwortern dieses Gesetzes zählte auch Samuel Richardson, der Hester Mulso vorwarf, zu jenen „eigensinnigen Frauen“ zu gehören, die das heimliche Heiraten unterstützten (etwa um einer arrangierten Ehe zu entgehen). Samuel Johnson kritisierte später die überhebliche Art, mit der Richardson seine Ansichten vertrat und vermutet darin die Ursache, dass Chapone den Kontakt zu Richardson völlig abbrach.

### Fidelia(1753)
Fidelia ist ein Feuilletonroman, der zwischen dem 31. Juli und dem 7. August 1753 in drei aufeinanderfolgenden Nummern der Literaturzeitschrift The Adventurer erschien. Der im Original insgesamt 22 Druckseiten umfassende Text erzählt die Geschichte von Fidelia, die nach dem frühen Tod ihrer Mutter von ihrem Vater erzogen wird. Dieser ist Deist und versucht, Fidelia den Selbstzweck von moralisch richtigem Handeln nahezubringen, wobei er sich hauptsächlich auf die Schriften anti-christlicher Philosophen beruft. Nach dem Tod ihres Vaters muss Fidelia jedoch feststellen, dass dieser über seine Verhältnisse gelebt und die Tochter mittellos hinterlassen hatte. Die zwanzigjährige Waise zieht zu einem wohlhabenden Onkel, der sie für ihre Lesegewohnheiten kritisiert und als Atheistin beschimpft. Fidelia hingegen sieht in dem inkonsequenten Handeln ihres Onkels die Bestätigung für ihre Ablehnung des Christentums und gewinnt eine heimliche Befriedigung aus ihrer intellektuellen Überlegenheit. Als sie jedoch einen Mann heiraten soll, den sie nicht liebt, bricht sie mit ihrem Onkel. In der Hoffnung, bei einem Cousin aufgenommen zu werden, besucht sie diesen und wird für ihr Verhalten ausgelacht. Der Cousin empfiehlt Fidelia, ihre moralischen Ansprüche an sich selbst aufzugeben, den Mann zu heiraten und als emotionalen Ausgleich eine Affäre zu beginnen. Nach einem Streit verlässt Fidelia auch diesen Verwandten und zieht zu einem ehemaligen Diener ihres Vaters, der möblierte Zimmer vermietet. Tags darauf besucht Fidelia ihre Freundin Amanda, die ihr mit kühlem Sarkasmus begegnet, sie aber doch zum Abendessen einlädt. Bei dieser Gelegenheit lernt Fidelia den jungen Sir George Freelove kennen, von dem sie sich schließlich verführen lässt. Fidelia wird Georges Geliebte, zieht zu ihm und genießt dessen teure Geschenke. Doch nach einem Jahr beginnt George, Fidelia zu betrügen und sie verlässt ihn. Verzweifelt versucht Fidelia, sich in einem See zu ertränken, als ein Geistlicher sie aufhält. Dieser nimmt sie mit ins Pfarrhaus, wo Fidelia die Pfarrersfrau kennenlernt. Letztere strahlt trotz der vielen erlittenen Schicksalsschläge einen übernatürlichen Frieden aus, von dem sich Fidelia angezogen fühlt. Fidelia bleibt bei den Pfarrersleuten, erhält vom Pfarrer Religionsunterricht und nimmt schließlich den anglikanischen Glauben als den einzig erlösenden an. Der Roman endet mit Fidelias Appell an die Leserschaft, Schicksalsschläge im Vertrauen auf Gottes Vorsehung demütig anzunehmen und nicht zu verbittern.

### Letters on the Improvement of the Mind(1773)

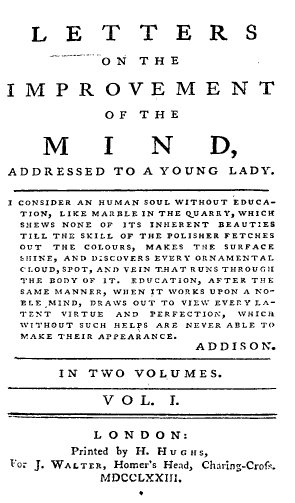
Titelblatt der Erstausgabe der Letters on the Improvement of the Mind

Die 1773 bei dem Verleger John Walter erschienenen Letters on the Improvement of the Mind sind eine Sammlung von insgesamt zehn Briefen, die Chapone ursprünglich für ihre damals fünfzehnjährige Nichte verfasste. Die Idee zur Veröffentlichung stammte von Chapones Freundin Elizabeth Montagu, die auch das Lektorat übernahm. Vermutlich aus Geldnöten entschloss sich Chapone, das Urheberrecht für £50 zu veräußern. Die Schriftstellerin Mary Delany schätzt, dass Chapones Verleger mit den Letters on the Improvement of the Mind mehr als das Zehnfache verdiente, als er für das Urheberrecht ausgegeben hatte.
Inhaltlich entwirft Chapone ein detailliertes Curriculum, das neben intensivem Bibelstudium auch praktische Übungen in der Hauswirtschaft umfasst. Der jungen Adressatin wird empfohlen, klassische Literatur in Übersetzungen zu lesen und sich mit zeitgenössischen Texten auseinanderzusetzen. In Hinblick auf späteren Nutzen widmen sich zwei Briefe dem Studium der Geschichte und der Geographie. Chapone legt Wert darauf, dass sich junge Damen ausgehend von historischem und geographischem Wissen ihre eigene Meinung zum aktuellen Geschehen bilden und diese in wenigen Schlagworten ausformulieren (beispielsweise empfiehlt sie zum Iran die Assoziation „schockierender Despotismus und immerwährende Revolutionen“).
Die Letters on the Improvement of the Mind zählten schon bald nach ihrem Erscheinen zu den populärsten Verhaltensratgebern (conduct books) Großbritanniens und erlebten bis zu Chapones Tod insgesamt 28 Neuauflagen. Damit zählt Chapone neben John Gregory, James Fordyce und Thomas Gisbourne als einzige Frau zu den vier am häufigsten aufgelegten Autoren von Verhaltensratgebern. Zu den prominenten Befürworterinnen des Buches zählt unter anderem Mary Wollstonecraft, die Chapones Briefe in ihrem sonst kritisch gehaltenen Text A Vindication of the Rights of Woman (1792) hervorhob und die „unaffektierte Bescheidenheit“ der Autorin lobte.
Jane Austen nimmt in Stolz und Vorurteil Bezug auf die Letters on the Improvement of the Mind, indem sie Mr. Darcy die Ansicht vertreten lässt, eine Frau sei erst attraktiv, wenn sie ihren Geist stetig weiterbilde. Seinem Freund Mr. Bingley hingegen genügt die Übung in künstlerischen Fertigkeiten (bei Chapone „accomplishments“). Außerdem kann Chapones Werk als das ideologische Kernstück des Romans Mansfield Park angesehen werden.
Die Letters on the Improvement of the Mind wurden außerdem als Lehrmittel an Mädchenschulen eingesetzt, etwa an der Roe Head School, die von den Brontë-Schwestern besucht wurde. Dies ist laut Michiyo Adachi der Grund dafür, dass Anne Brontë oft auf Chapone-typische Ausdrücke zurückgreift, etwa um in Agnes Grey die Unterrichtsmethoden der gleichnamigen Protagonistin zu beschreiben.